# Meiacanthus oualanensis
Meiacanthus oualanensis és una espècie de peix de la família dels blènnids i de l'ordre dels perciformes.

## Morfologia
- Les femelles poden assolir 5 cm de longitud total.[1]

## Reproducció
És ovípar.

## Hàbitat
És un peix marí de clima tropical.

## Distribució geogràfica
Es troba a Fiji.